# ائوجنیو آلابیزو
اِئوجنیو آلابیزو (ایتالیایی: Eugenio Alabiso) یک تدوین‌گر اهل ایتالیا است.

## گزیدهٔ فیلم‌شناسی
- پست‌فطرت‌ها (۲۰۰۸)
- مشکل‌سازان (۱۹۹۴)
- جنایت‌های شخصی (۱۹۹۳)
- خرسی به نام آرتور (۱۹۹۲)
- سخنرانی شیطان (۱۹۹۱)
- حریف (۱۹۸۸)
- سه ایتالیایی در ریو (۱۹۸۷)
- بربرها (۱۹۸۷)
- مربی در ساحل (۱۹۸۴)
- چشم، چشم بد، جعفری و رازیانه (۱۹۸۳)
- ۲۰۱۹، پس از سقوط نیویورک (۱۹۸۳)
- قتل در گورستان اتروسک (۱۹۸۲)
- بمب‌افکن (۱۹۸۲)
- بادی به غرب می‌رود (۱۹۸۱)
- کروسان با خامه (۱۹۸۱)
- خانم دکتر رفته پیش جناب سرهنگ! (۱۹۸۰)
- همسر در سفر… دل‌داده در شهر (۱۹۸۰)
- همه چیز برای من اتفاق می‌افتد (۱۹۸۰)
- شکر، عسل و فلفل (۱۹۸۰)
- خانم معلم و همه کلاس در ساحل (۱۹۸۰)
- رودخانه تمساح بزرگ (۱۹۷۹)
- جزیره مردان ماهی‌نما (۱۹۷۹)
- ببخشید شما نرمال هستید؟ (۱۹۷۹)
- کلانتر و گمشده فضایی (۱۹۷۹)
- شنبه، یکشنبه و جمعه (۱۹۷۹)
- فردها و زوج‌ها (۱۹۷۸)
- یورش بزرگ (۱۹۷۸)
- کوه خدای آدم‌خوار (۱۹۷۸)
- سنبله، ثور، جدی (۱۹۷۷)
- مانایا (۱۹۷۷)
- سکس با لبخند ۲ (۱۹۷۶)
- سکس با لبخند (۱۹۷۶)
- نشان تو چیست؟ (۱۹۷۵)
- سپاسگزارم… مادربزرگ (۱۹۷۵)
- شهر قمار (۱۹۷۵)
- اقدام بی‌سروصدا[۱] (۱۹۷۵)
- معلم مدرسه (۱۹۷۵)
- پوکر در رختخواب (۱۹۷۴)
- میهمان (۱۹۷۴)
- چارلستون (۱۹۷۴)
- حتی فرشتگان هم لوبیا می‌خورند (۱۹۷۳)
- تنه (۱۹۷۳)
- میلان می‌لرزد: پلیس به‌دنبال عدالت (۱۹۷۳)
- آنا، آن لذت خاص (۱۹۷۳)
- مردی از شرق (۱۹۷۲)
- بوکاچو (۱۹۷۲)
- تمامی رنگ‌های تاریکی (۱۹۷۲)
- دلیل آن قطره‌های عجیب خون روی بدن جنیفر چیست؟ (۱۹۷۲)
- ضعف اخلاقی عجیب خانم وارْدْ (۱۹۷۱)
- دُم عقرب[۲] (۱۹۷۱)
- سرباز حرفه‌ای (۱۹۶۸)
- جنگو، آماده مرگ باش (۱۹۶۸)
- خوب، بد، زشت[۳] (۱۹۶۶)
- به خاطر چند دلار بیشتر (۱۹۶۵)